# Le avventure di Paperino
Le avventure di Paperino (The Riveter) è un film del 1940 diretto da Dick Lundy. È un cortometraggio animato della serie Donald Duck, prodotto dalla Walt Disney Productions e uscito negli Stati Uniti il 15 marzo 1940, distribuito dalla RKO Radio Pictures. È stato distribuito anche come Paperino piantatore di ...chiodi e, a partire dagli anni novanta, Paperino rivettatore.

## Trama
Il capocantiere Pietro Gambadilegno licenzia il suo rivettatore. In quel momento passa lì vicino Paperino, che si dichiara un esperto rivettatore. Pietro lo assume e lo obbliga a iniziare a lavorare dal piano più alto del grattacielo in costruzione. Giunto all'ultimo piano, Paperino è terrorizzato quando si rende conto dell'altezza. Quando Pietro ordina a Paperino di lavorare, il papero cerca di far funzionare macchina rivettatrice, ma fallisce. Quando ci riprova, scopre che la macchina è dotata di una propria volontà, che finisce per trascinare Paperino in una corsa sfrenata sui ponteggi dell'edificio in costruzione. Al momento del pranzo, Paperino deve servire Pietro, ma le vibrazioni provocate dai colleghi lo fanno sbagliare, finendo per far rimanere il capocantiere a digiuno. Pietro inizia così a inseguire Paperino, finendo per cadere dall'edificio in costruzione. Paperino scende con l'ascensore e fa in modo che Pietro cada in una vasca di cemento a presa rapida con un tubo dell'acqua nelle vicinanze. Il cemento si indurisce subito dopo che Pietro si è alzato, facendolo assomigliare a una fontana grazie al tubo dell'acqua.

## Distribuzione

### Edizione italiana
Il cortometraggio fu distribuito in Italia il 4 giugno 1971 all'interno del programma Paperino Story con il titolo Paperino piantatore di ...chiodi. Dopo essere stato incluso nel 1985 in lingua originale nella VHS Serie oro - Paperino, il corto fu doppiato nel 1995 dalla Royfilm per la trasmissione televisiva. Tale doppiaggio venne poi utilizzato in tutte le occasioni successive.

### Cinema
- Paperino Story (1971)[1]

### Edizioni home video

#### VHS
- Serie oro – Paperino (ottobre 1985)[2]

#### DVD
Il cortometraggio è incluso nel DVD Walt Disney Treasures: Semplicemente Paperino - Vol. 1.